# Erythrodiplax nigricans
Erythrodiplax nigricans – gatunek ważki z rodziny ważkowatych (Libellulidae). Występuje na terenie Ameryki Południowej.